# Parantica panaitius
Parantica panaitius är en fjärilsart som beskrevs av Hans Fruhstorfer 1910. Parantica panaitius ingår i släktet Parantica och familjen praktfjärilar. Inga underarter finns listade i Catalogue of Life.